# Kompetence (kadrovsko področje)
Kompetence na kadrovskem področju so tiste lastnosti oz. značilnosti posameznika, ki mu omogočajo, da uspešno izvaja delovne naloge in rešuje probleme na določenem delovnem mestu ali delovnem področju. 

## Opredelitev kompetenc
Kompetence so sposobnosti za uporabo znanja in drugih zmožnosti, ki so potrebne za uspešno in učinkovito izvedbo dela v skladu s standardi delovne uspešnosti, za izvršitev določene naloge, opravljanja dela ali odigravanja vloge v delovnem oz. poslovnem procesu.
Kompetence obsegajo znanje in izkušnje, različne sposobnosti in veščine ter druge osebnostne lastnosti (karakterne lastnosti, motiviranost, vrednote idr.), ki skupaj zagotavljajo delovni uspeh.
Kompetenten je človek, ki ima ustrezne kompetence za to, da opravi določeno nalogo, da uspešno doseže načrtovane cilje.  Lahko je tudi nekompetenten, v tem primeru mora najprej, da bi mu zaupali določena dela, nekatere kompetence izboljšati, razviti ali pridobiti popolnoma nove.
Kompetentnost je lastnost posameznika, ki se nanaša na zmožnost uspešno opraviti določene naloge oziroma vloge v organizaciji, v kateri oz. za katero dela. 
Pomena izraza kompetentnost (kadrovsko področje)  ne gre  zamenjevati s pomenom pristojnosti in pooblaščenosti (SSKJ: kompetenten – tna o prid., kompetentnejši:
1. Nanašajoč se na kompetenco, pristojen, pooblaščen:  za reševanje teh vprašanj je kompetenten delavski svet; ni bil kompetenten, da bi odstavil tajnika / o tem vprašaj na kompetentnem mestu
2. Ki temeljito pozna, obvlada določeno področje, usposobljen, poklican.

Pojem kompetenc je leta 1973 utemeljil David Mc Clelland z delom Testing for Competence Rather than Intelligence, objavljenim v reviji American Psychologist. McClelland je v svojih preučevanjih dokazoval, da je uspešnost posameznikovega delovanja odvisna od njegovih kompetenc (ki se izražajo v vedenju) in ne od njegove inteligence. V naslednjih treh desetletjih so izraz utrdili številni avtorji, preučevanja tega področja pa so prinesla več, tudi med seboj različnih opredelitev kompetenc, zato pri njegovi uporabi ostaja še veliko zmede, tako na področju managementa kot v organizacijski in zaposlitveni literaturi.

## Vrste kompetenc
Glede na skupino, za katero kompetence veljajo, jih razvrščamo na:
- Temeljne ali splošne (angl. core) kompetence – prenosljive med delovnimi opravili, npr. učinkovito izražanje. Praviloma zadevajo celotno organizacijo (npr. naravnanost na potrebe stranke) ali celotno družbo (npr. razumevanje v  materinem jeziku)
- Generične (angl. generic) kompetence – skupne za podobna opravila ali skupine delovnih mest (npr. finančniki, komercialisti, trgovski potniki, razvijalci) oziroma kompetence za posamezne poklice
- Delovno specifične (angl. role specific ali funkcionalne (angl. functional) ali delovne kompetence – ki so specifične za posamezna delovna mesta ali opravila (npr. programiranje v NT windows okolju)
Managerske kompetence

Kompetence lahko razvrstimo na:
- vidne ali opazne kompetence (npr. znanje, veščine, spretnosti), ki jih je mogoče razmeroma enostavno razvijati z izobraževanjem in urjenjem in
- nevidne ali skrite kompetence (npr. lastnosti, vedenja, vrednote, prepričanja), ki jih je težje razvijati z izobraževanjem in je enostavneje izbirati »prave ljudi na prava mesta«

## Delovne kompetence
Za opravljanje dela na določenem delovnem mestu ali za izvedbo določene naloge ali dejavnosti rabimo osebo s kompetencami, ki so specifične za to delo oz. nalogo. Za delovno mesto prodajalec so primerne ene kompetence, za upravljanje letala druge, kirurg in advokat morata imeti spet drugačne kompetence. Kompetence za delo so odvisne od vrste dela oziroma od vloge posameznika v delovnem procesu.
Na istem delovnem mestu lahko dela več ljudi, ki imajo različne lastnosti, kompetence. Pri kompetencah zaposlenih gre za lastnosti, ki jih ima dejanski človek. Pri kompetencah za delo pa za lastnosti, ki naj bi jih imel »idealen« delavec, da bi lahko uspešno opravljal naloge na določenem mestu. "Idealen za delo" je tisti delavec, ki ima natančno tiste lastnosti, ki so prepoznane kot ključne kompetence za delo, in za katerega lahko predvidevamo, da bo, če bodo delovne razmere ugodne oz. normalne (kot pričakovane), dosegal pričakovane rezultate
Delovne kompetence sestavljajo strokovna, socialna in osebnostna kompetenca.

### Strokovna kompetenca
se nanaša na poklicno izobrazbo, znanje in sposobnosti ter zajema poznavanje metod dela, ki se uporabljajo pri določenem delu. Strokovno kompetenco je moč pridobiti in izboljšati z izobraževanjem, ki vključuje razvoj poklicnih spretnosti in znanja.

### Socialna kompetenca
se kaže na področju besedne in nebesedne komunikacije, na sposobnost delovanja v skupini, reševanja konfliktov, sposobnost vodenja, sposobnost komuniciranja v tujih jezikih, delovanja v različnih kulturah,  itd. Razvoj socialnih kompetenc poteka s spodbujanjem komunikacije in sodelovanja (seminarji s področja komuniciranja, vodenja, vodenja razvojnih razgovorov, coachinga ipd.). 

### Osebnostna kompetenca
pa se nanaša na sposobnost odkritega ter pozitivno naravnanega pristopa do sodelavcev, poslovnih partnerjev in strank ter sodelovanja z njimi. Zajema sposobnost samostojnega in odgovornega oblikovanja ciljev, poteka dela, odraža sposobnost prepoznavanja lastnih sposobnosti in tudi pomanjkljivosti, odgovornost za lastna dejanja, odkrivanje novega, sposobnost konstruktivne kritičnosti. Razvoj osebnostnih kompetenc spodbujajo ukrepi, ki omogočajo razvoj lastnega spoznavanja in refleksije (razvoj osebnosti) ter razvijajo vrednote v organizaciji oz. tvorijo organizacijsko kulturo.

Za rezultate delovne organizacije ali podjetja niso pomembne samo strokovne kompetence zaposlenih, ampak tudi zmožnost sodelovanja in skupinskega, timskega dela, pripravljenost na sodelovanje in medsebojno pomoč, pripravljenost na delitev in prenos znanja med člani skupine, sposobnost skupnega reševanja obsežnejših problemov, sposobnost motiviranja celotnega tima, ustvarjanja ustrezne organizacijske klima. Zato poleg strokovnih kompetenc potrebujejo zaposleni tudi socialne kompetence, torej tiste, ki se nanašajo na ravnanje skupine kot celote.

### Vrednote kot sestavni del kompetenc zaposlenih
Vrednote so nekaj, kar čutimo kot dobro, pravilno, zaželeno, nekaj za kar si velja prizadevati, k čemur je treba težiti. So vodila za naša dejanja, naše obnašanje. V podjetju oz. organizaciji se izražajo kot želena vedenja zaposlenih ter tako vplivajo na organizacijsko kulturo in tudi na poslovne rezultate. Podjetja jih gojijo z zgledi, ki se prenašajo od ljudi na višjih položajih do ostalih zaposlenih, poudarjajo pa jih tudi v strateških in razvojnih dokumentih, v viziji in poslanstvu ter drugih, ki predstavljajo smernice delovanja podjetja ali organizacije. Vrednote, ki jih podjetje ali organizacija sprejme, veljajo za vse zaposlene.

## Kompetence za posamezne poklice ali vrste dela
Ključne kompetence za posamezne poklice ali vrste del (tudi generične kompetence) so kompetence, ki so značilne in pomembne za določeno vrsto dela, na primer kompetence za direktorja, vodjo, za delo na finančnem področju, v razvojni dejavnosti, za delo s strankami, kompetence za etično rabo psihodiagnostičnih sredstev ipd.

### Kompetence vodij in managerjev
Dobro vodenje je bistveno za uspeh podjetja ali organizacije. Obširno raziskovane teme na podorčju managementa so, kakšne kompetence opredeljujejo uspešnega vodjo ali managerja (v 21. stoletju) in ali se dober manager rodi ali naredi ter kakšno je vodenje in kakšni so sodobni vodje, oziroma vodje  ti. tretje genneracije v managementu. Število lastnosti, ki naj bi jih imel dober vodja, se je tekom raziskav namnožile v stotine, med njimi so tudi med seboj zelo si nasprotujoče (npr. rezultatna naravnanost oz. nasprotovanje tej, saj naj bi dolgoročno lahko prinesla več škode kot koristi). Skupno večjemu delu teorij in pristopov pa je poudarek na usmeritvi vodij v  obvladovanja odnosov med ljudmi. Daniela Brečko je v raziskavi (2004) ugotovila, da (slovenski) vodje menijo, da so takrat managerji najbolj potrebovali: 1. Pozitiven odnos do sprememb, 2. Podjetniško zavedanje, 3. Sposobnost implementacije, 4. Vodstvene sposobnosti, 5. Sposobnost prevzemanja odgovornosti in tveganja, 6. Sposobnost reševanja problemov in 7. Sposobnost odločanja. Gruban (tam) navaja, da so nove kompetence vodij: avtentičnost, čustvena in politična inteligenca in osredotočenost. V nadaljevanju pa navaja štiri kompetence avtentičnih vodij, štiri kompetence čustvene inteligence in štiri manifestacije pretirane uporabe politične inteligence.
Razvitih je več načinov ugotavljanja prisotnosti ali izraženosti kompetenc (na primer merjenje kompetenc z metodo 360 stopinj povratne informacije). Namen iskanja kompetenc dobrega vodje je v organiziranju managerskega izobraževanja in zagotavljanju razvoja (dobrih) vodij. 

## Ključne kompetence za življenje
To so kompetence, ki pripomorejo k uspešnosti življenja in delovanja družbe, prispevale naj bi k blaginji vse družbe (angl. core competences). So tiste temeljne lastnosti in zmožnosti, ki pomagajo članom družbe preživeti in normalno živeti. Mednje sodijo kompetence kot sporazumevanje v materinem jeziku, obvladovanje osnov matematike, učenje učenja …
Evropski parlament in Svet EU sta konec leta 2006 sprejela evropski okvir ključnih kompetenc za vseživljenjsko učenje. Okvir prvič na evropski ravni opredeljuje in določa ključne kompetence, ki jih državljani potrebujejo za svojo osebno izpolnitev, socialno vključenost, aktivno državljanstvo in zaposljivost v družbi znanja. Sistemi začetnega izobraževanja in usposabljanja držav članic bi morali spodbujati razvoj teh kompetenc pri vseh mladih, njihova ponudba izobraževanja in usposabljanja za odrasle pa bi morala vsem odraslim zagotoviti dejanske priložnosti, da se teh spretnosti in kompetenc naučijo ter jih vzdržujejo. 
Kompetence so tukaj opredeljene kot kombinacija znanja, spretnosti in odnosov, ustrezajočih okoliščinam. Ključne kompetence so tiste, ki jih vsi ljudje potrebujejo za osebno izpolnitev in razvoj, dejavno državljanstvo, socialno vključenost in zaposlitev. Referenčni okvir določa osem ključnih kompetenc:
1. razumevanje v maternem jeziku
2. Sporazumevanje v tujih jezikih
3. Matematična kompetenca ter osnovne kompetence v znanosti in tehnologiji
4. Digitalna pismenost
5. Učenje učenja
6. Socialne in državljanske kompetence
7. Samoiniciativnost in podjetnost
8. Kulturna zavest in izražanje

## Uvajanje modelov kompetenc in njihova uporaba v organizacijah

### Kompetenčni model
Dubois in Torhwell definirata kompetenčni model kot zapisan opis kompetenc, potrebnih za popolnoma uspešno ali zgledno delovanje za določeno delo, delovno skupino, oddelek, divizijo ali organizacijo. Sama identifikacija in oblikovanje kompetenčnega modela lahko predstavljata začetno točko za strateški razvojni načrt posameznika in organizacije.

### Razlogi za uvedbo modela kompetenc
Organizacije, ki se v hitro se spreminjajočih okoljih zavedajo pomena kadrovskih virov, se bodo raje kot zgolj v znanje, usmerili v kompetence.  Študije iz 90 let so dokazale, da (1) znanje vse prehitro zastareva in ni dovolj za doseganje delovne uspešnosti. Za učenje in spreminjanje so potrebne tudi (2) veščine in spretnost uporabe znanja  (kako se nekaj naredi), predvsem pa je potrebno (3) hotenje, motivacija, zakaj naj bi človek nekaj naredil. To pa se izraža v odnosu do dela in ljudi, motivih, prepričanjih, vrednotah in drugih lastnostih. Vse troje skupaj pa so kompetence. 
Tudi v slovenskem poslovnem okolju so se pojavile potrebe po preoblikovanju kadrovskega sistema podjetij, ustanov, organizacij v smeri uvajanja sistema kompetenc. Možnih je več stopenj uvedbe kompetenc. Kompetence so lahko le zapisane v sistemizaciji in opisih delovnih mest kot zahtevane kompetence (in služijo pri zaposlitveni selekciji), lahko služijo za upravljanje delovne uspešnosti sodelavcev, lahko pa so osnova celotnega preoblikovanja organizacijske kulture  in sloga vodenja ter ravnanja z ljudmi.

### Postopek uvajanja modela kompetenc
Uvajanje sistema kompetenc v kadrovske modele je zahteven projekt, ki zahteva več mesecev interdisciplinarnega dela. Proces se običajno prične z opredeljevanjem zahtevanih kompetenc za posamezna delovna mesta oz. vloge. Pristopi so lahko različni, vsekakor pa je potrebno opraviti analizo dela, delovnega procesa, delovnih zahtev, pričakovanih rezultatov, pričakovanega vedenja izvajalcev. Pri tem sodelujejo najuspešnejši izvajalci, tehnologi, vodje, kadrovski strokovnjaki, psihologi in drugi, ki lahko kvalitetno opredelijo, kaj mora biti izvajalec sposoben narediti, kakšne so naloge, standardi oz. merila uspešnosti, kakšna so potrebna znanja, veščine, spretnosti ter, kako se ljudje vedejo, kadar dosegajo ali presegajo standarde uspešnosti. 
Enotnega modela za vse delovne organizacije ne poznamo. Prav tako ne obstajajo enotna pravila kako sestaviti kompetenčni model. Vsak model kompetenc je prilagojen potrebam organizacije in je individualen.
Grubanje opredelil 8 faz v procesu postavitve kompetenčnega modela:
1. Določitev seznama zahtevanih kompetenc.
2. Vpogled seznama čim večjemu številu zaposlenih in upoštevanje njihovih predlogov.
3. Opis vseh kompetenc in osredotočenost na konkretna vedenja.
4. Preverjanje morebitne podvojitve kompetenc.
5. Organiziranje delavnice, na kateri se vse vodje opredelijo, katere kompetence se jim zdijo najpomembnejše.
6. Izločitev manj pomembnih kompetenc po mnenju managerjev.
7. Primerjanje odločitev o pomembnih kompetencah, skupna razprava in oblikovanje seznama petih do sedmih ključnih kompetenc.
8. Pojasnitev seznama vsem zaposlenim v podjetju.

Zahtevane kompetence se lahko po razvitosti opredeli na večstopenjski lestvici, običajno med 3 in 7 stopnjami, za vsako stopnjo pa je opredeljen vedenjski opis zahtev. Avtorja Dreyfus & Dreyfus, ki sta prva uvedla lestvico za stopnjevanje razvitosti kompetence, sta navedla 5 stopenj, od novinca do eksperta, stopnje pa vključujejo sposobnost izvajalčevega prilagajanja situaciji oziroma zmožnosti ustvarjalnega pristopa.
V podjetju Merkur, ki je med prvimi podjetji v Sloveniji uvedlo model kompetenc (2002), so opredelili pet stopenj kompetenc: 0 – kompetenca ni potrebna, 1 – posameznik nima kompetence, 2 – obvladovanje osnov, 3 – obvladovanje standardnih (običajnih) razmer, 4 – obvladovanje nestandardnih (neobičajnih) razmer in inoviranje, 5 – sposobnost prenašanja znanja na druge. Za vsako od 14 ključnih kompetenc, kolikor so jih opredelili v modelu, so pisno opredelili stopnje od 0 do 5. 
Pri opredeljevanju zahtevanih kompetenc morajo sodelovati neposredni izvajalci, ki delo poznajo, zahtevane kompetence pa so na koncu opredeljene tako, da jih posameznik lahko prepozna ter posnema ali prevede v ustrezno vedenje. Pri tem je treba upoštevati, da se ista lastnost (npr. ustvarjalnost) pri različnih delih izraža v različnih vedenjskih oblikah: ustvarjalnost tajnice se kaže drugače kot ustvarjalnost prodajalca ali raziskovalca ali uradnika. 
Pri opredeljevanju zahtevanih kompetenc se je zaradi preglednosti in obvladljivosti sistema potrebno omejiti le na bistvene, ključne kompetence. To so tiste, brez katerih uspeh na delovnem področju ni mogoč oziroma, ki pomembno prispevajo k uspešnem delu. 
S tem, ko organizacija oblikuje model (ključnih) kompetenc, določi, katere so tiste lastnosti in zmožnosti, ki naj bi jih imeli izvajalci nalog oz. vlog (na določenem delovnem mestu, projektu, pri strateških zadolžitvah,…), da bi jim lahko zaupali doseganje pričakovanih rezultatov. Na eni strani imamo model želenih kompetenc za delo glede na značilnosti delovnega procesa, na drugi strani pa imamo ljudi z njihovimi dejanskimi značilnostmi (torej znanji, izkušnjami, sposobnostmi, osebnostnimi lastnostmi, veščinami, vrednotami,…). 
Merjenje oziroma ocena posameznikovih kompetenc lahko poteka na zelo različne načine. Prisotnost ali izraženost kompetenc lahko ocenjuje vodja v okviru letnega razgovora, lahko jih poda vodja v namen nagrajevanja itd. Vendar pa najbolj kompleksno in zanesljivo oceno kompetenc pridobimo s pomočjo metode 360º povratne informacije. Ta metoda pomeni, da se kompetence posameznika ocenjuje iz vseh možnih vidikov:
- samoocena
- ocena vodje
- ocena kolegov
- ocena sodelavcev (vodenih)

Ocenjevanje poteka s pomočjo vprašalnika, kjer ocenjevalci ocenjujejo prisotnost posameznih relevantnih vedenj pri ocenjevani osebi (na primer: vedenje je vedno izraženo, vedenje je zelo pogosto izraženo, vedenje je pogosto izraženo, vedenje je redko izraženo, vedenje ni nikoli izraženo). Osredotočanje na opazna vedenja in ne na abstraktne kategorije omogoča, da je ocena kompetenc tem bolj točna in jasna.

### Metodologija
Za sestavo modela kompetenc se moramo poslužiti metodologije, ki nam omogoča identifikacijo in analizo kompetenc. Ta postopek je v delovnih organizacijah zelo pomemben. Kadar postavljamo kompetenčni model pazimo na to, da gledamo kompetence potrebne za delo v tekočem procesu in hkrati kompetence, katere bodo potrebne v prihodnosti. Pri tem lahko uporabimo naslednje metode:
- Metoda ugotavljanja delovnih kompetenc: ugotavlja kompetence s pomočjo opazovanja in z vedenjskimi intervjuji, z izjemnimi povprečnimi posamezniki, ki v kritičnih delovnih situacijah ločujejo obe skupini

- Metoda modificiranega ugotavljanja delovnih kompetenc: išče razliko v kompetencah povprečnih in izjemnih posameznikov, vendar v nasprotju z zgoraj opisano metodo, respondenti sami opišejo kritične dogodke v pisni obliki. Ta način v primerjavi z metodo ugotavljanja delovnih kompetenc zmanjšuje obseg finančnih sredstev, potrebnih za identifikacijo kompetenc, vendar je lahko kakovost pridobljenih informacij slabša

- Metoda splošnega generičnega modela: delovna organizacija kupi in prenese v svoje okolje že izdelan generični kompetenčni model za specifično vlogo ali funkcijo

- Metoda prilagojenega generičnega modela: delovna organicija primerja že izdelan katalog generičnih kompetenc s kompetencami, ki jih je ugotovila pri izjemnih in povprečnih posameznikih v organizaciji in generični model dopolni oz. ga prilagodi okolju organizacije

### Uporabnost modela kompetenc
Analizo kompetentnosti kadrov naredimo s primerjavo med dejanskimi kompetencami zaposlenih in želenimi kompetencam, določenimi v modelu kompetenc. Ugotovljena razlika je osnova za:
- kakovostno) izbiro in razvoj kadrov
- načrtovanje kariere, načrtovanje nasledstva
- vzpostavljanje jasnejših meril delovne uspešnosti,
- (bolj) pravično in objektivno  nagrajevanje,
- določanje (pravih) prioritet pri vodenju zaposlenih,
- (hitrejše) učinkovito premoščaje vrzeli v znanjih in veščinah,
- boljše komunicirajo vedenja (v letnih pogovorih in ocenjevanju delovne uspešnosti, pri povratnih informacijah o delu in delovni uspešnosti...)

Kadrovski sistemi, ki temeljijo na modelu kompetenc v prvi vrsti povezujejo v celoto na eni strani  letne razgovore, ocene  delovne uspešnosti, sistem nagrajevanja in razvoj kadrov ter na drugi strani vizijo, strategijo, poslanstvo, vrednote in kulturo podjetja. Zato naj bi kompetence bile tisto orodje, ki v največji meri zagotavljajo organizacijam prožno prilagajanje zahtevam spreminjajočega se okolja in zagotavljajo doseganje ciljev, poslovnih in delovnih načrtov in uresničevanje njihovega poslanstva.
Kompetenčni model najpogosteje uporabljajo vodje. Služi jim pri ugotavljanju kompetentnosti posameznikov; načrtovanju spreminjanja kompetenc in izvajanju usposabljanj. Vodje lahko z modelom kompetenc vplivajo na uspešnost in kakovost dela sodelavcev. Zaposlenim pomagajo pri načrtovanju izboljšanja njihovih kompetenc in jih vzpodbujajo pri izboljševanju delovne uspešnosti. 
Zelo pogosto kompetenčni model uporabljajo posamezniki, zaposleni v kadrovskih službah. Z njim si pomagajo pri analizah kompleksne kompetentnosti zaposlenih in za načrtovanje, zagotavljanje ter posodabljanje sistemov ravnanja z ljudmi. Kadrovske službe uporabljajo model tudi pri pisanju razpisov za prosta delovna mesta ter pri selekciji kandidatov.
Model kompetenc je v veliko pomoč tudi strokovnim službam, kot sta npr. služba za varstvo pri delu in služba za zagotavljanje kakovosti. Ti ga uporabljata za ugotavljanje veščin in ustrezne usposobljenosti zaposlenih za varno delo ter posebnih znanj na delovnih mestih s specifičnimi zahtevami; za načrtovanje usposabljanj delavcev za varno opravljane dela ter načrtovanje usposabljanj delavcev za zagotavljanje kakovosti.